# پاکا
پاکا (نام علمی: Cuniculus) نام یک سرده از فروراسته تشی‌آروارگان است.

## گونه‌ها
- Lowland paca, Cuniculus paca
- Mountain paca, Cuniculus taczanowskii
- Cuniculus hernandezi[۱]